# Battaglia di Orba de Mureș

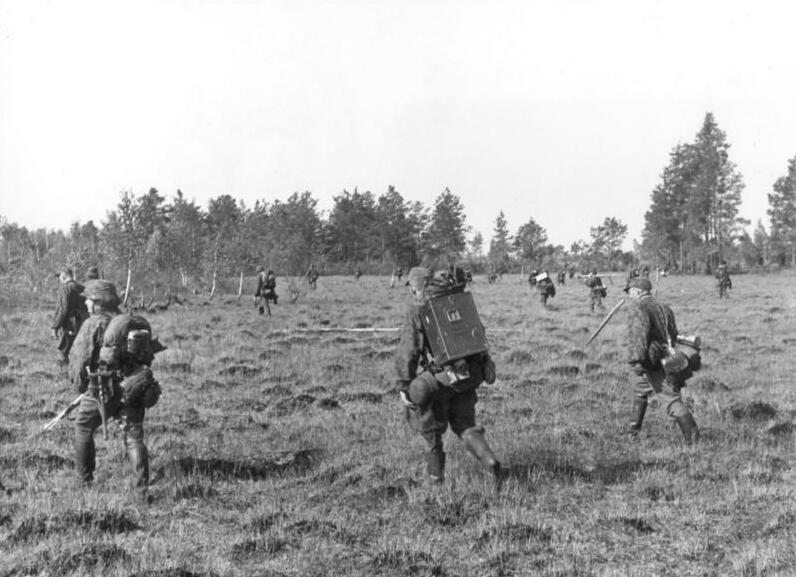
8ª divisione di cavalleria delle SS tedesca nel 1943

La battaglia di Orba de Mureș ebbe luogo dal 17 settembre al 6 ottobre 1944 tra la 9ª e 11ª divisione di fanteria rumena e l'8ª divisione di cavalleria SS tedesca, per la conquista della collina Sângerogiu, vicino a Orba de Mureș, Mureș.
La 9ª e l'11ª divisione di fanteria rumene appartenevano al 6º corpo d'armata della 4ª Armata rumena. Il comandante della 4ª armata rumena era il generale rumeno Gheorghe Avramescu che inviò 11 000 soldati e ufficiali dell'esercito reale rumeno ad una morte certa per attaccare frontalmente. Fu una vera carneficina, tanto che, alcuni dei pochi sopravvissuti a quei momenti chiamano la battaglia di Orba de Mureș una Katyn rumena. Le perdite furono 6753 soldati rumeni: di cui 897 uccisi, 4118 feriti, 1738 dispersi, secondo lo storico militare Alesandru Duțu.
L'8ª divisione di cavalleria delle SS tedesca Florian Geyer (8. Divisione SS-Kavallerie "Florian Geyer" ) faceva parte della 6ª armata tedesca nel gruppo d'armate sud. L'8ª divisione di cavalleria delle SS tedesca fu successivamente distrutta insieme al 9º corpo d'armata delle SS di montagna (croato) nella battaglia di Budapest dal 29 dicembre 1944 al 13 febbraio 1945.